# Epitheliale Wundheilung
Die epitheliale Wundheilung ist, neben der primären und der sekundären Wundheilung, eine der drei Arten der Wundheilung, innerhalb derer sie eine Sonderstellung einnimmt, da sie allein durch die hohe Regenerationskraft, welche die Oberflächenepithelien ein Leben lang besitzen, rasch und komplikationslos  und manchmal unter Schorf stattfindet. 
Die epitheliale Wundheilung findet bei oberflächlichen Wunden, wie dem Sonnenbrand, der Abschürfung oder an Spalthautentnahmestellen statt. Voraussetzung für eine epitheliale Wundheilung ist, dass durch eine Verletzung lediglich die Epidermis betroffen ist, während bei primär und sekundär heilenden Wunden tiefere Gewebestrukturen geschädigt sind. Bei der Abheilung solcher Wunden erfolgt eine Reparation des Gewebes. Im Gegensatz dazu ist der Prozess der epithelialen Wundheilung regenerativ. Die Heilung verläuft also unter Wiederherstellung des zerstörten Gewebes und ist narbenfrei. Bei der epithelialen Wundheilung bildet sich weder Granulationsgewebe, noch findet eine Kontraktion der Wunde statt. Sie geschieht allein durch Epithelisierung und ist nach wenigen Tagen abgeschlossen.    